# Stanisław Działyński (zm. 1677)
Stanisław Działyński herbu Ogończyk (zm. 26 czerwca 1677 w Grudziądzu), wojewoda malborski 1657–1677, starosta kiszporski (dzierzgoński) od 1657 i tolkmicki od 1650, dworzanin pokojowy królewski w 1649 roku.
Syn Mikołaja i Anny Łodzińskiej herbu Radwan. Wnuk Stanisława Działyńskiego (zm. 1617), wojewody chełmińskiego.
Poseł sejmiku generalnego pruskiego na sejm koronacyjny 1649 roku, 1650, sejm zwyczajny i nadzwyczajny 1654 roku. Poseł sejmiku kowalewskiego na sejm 1649/1650 roku. Na sejmie w 1649 roku wyznaczony z koła poselskiego na komisarza komisji wojskowej lubelskiej, która zająć się miała wypłatą zaległych pieniędzy wojsku.
Na sejmie elekcyjnym w 1669 roku głosował jako jeden z pierwszych na Michała Korybuta Wiśniowieckiego i był odtąd jego stronnikiem. Był elektorem Michała Korybuta Wiśniowieckiego z województwa malborskiego w 1669 roku.
Pod koniec 1672 korespondował z Janem Sobieskim, hetmanem wielkim koronnym. W 1673 zaciągał na Pomorzu żołnierzy na wyprawę chocimską.
Elektor Jana III Sobieskiego z województwa malborskiego w 1674 roku, podpisał jego pacta conventa. 

Muszkiet Stanisława Działyńskiego, XVII wiek, Skokloster

Właściciel Niechanowa od 1651. Około 1652 ożenił się z Marianną Iwińską herbu Łodzia, córką Krzysztofa Iwińskiego, starosty powidzkiego. Miał dwóch synów: Jana (zm. 1693) i Michała (zm. 1713).
Zmarł 26 czerwca 1677 w czasie sejmiku generalnego pruskiego w Grudziądzu. Wdowa, Marianna z Iwińskich Działyńska pochowała go w katedrze gnieźnieńskiej w grobie rodziny Niechanowskich przy kaplicy Łubieńskich, przy bramie do górnego kapitularza. Kapituła gnieźnieńska wyraziła zgodę na ten pochówek, ponieważ Działyńscy byli dziedzicami dóbr Niechanowa i spadkobiercami praw do grobu rodziny Niechanowskich.